# Họ Moóc
Họ Moóc hay họ Hải mã (Odobenidae) là một họ động vật có vú trong ba họ của nhánh động vật chân màng (Pinnipedia), Phân bộ Dạng chó, Bộ Ăn thịt. Loài duy nhất còn sinh tồn là moóc (hay hải mã). Tuy nhiên, trong quá khứ, nhóm này đã rất đa dạng, và bao gồm hơn một tá chi hóa thạch.

## Phân loại
Tất cả các chi, trừ Odobenus đã bị tuyệt chủng.
- †Archaeodobenus
- †Prototaria
- †Proneotherium
- †Nanodobenus
- †Neotherium
- †Imagotaria
- †Kamtschatarctos
- †Pelagiarctos
- †Pontolis
- †Pseudotaria
- †Titanotaria
- Nhánh Neodobenia[2]
  - †Gomphotaria
  - Phân họ Dusignathinae
    - †Dusignathus

  - Phân họ Odobeninae
    - †Aivukus
    - †Ontocetus
    - †Pliopedia
    - †Protodobenus
    - †Valenictus
    - Odobenus